# Aleksandra Januchta
Aleksandra Januchta (ur. 31 stycznia 1996 w Kielcach) – polska piłkarka ręczna, bramkarka, od 2016 zawodniczka MKS-u Lublin, mistrzyni Polski (2018), zdobywczyni Challenge Cup (2018).
Wychowanka KSS-u Kielce, w latach 2011–2014 uczennica szkół mistrzostwa sportowego w Gliwicach i Płocku. W marcu 2014 wraz z Koroną Handball, do której trafiła po likwidacji KSS-u Kielce, zdobyła wicemistrzostwo Polski juniorek i została wybrana najlepszą bramkarką turnieju finałowego, który odbył się w Kielcach. Od sezonu 2014/2015 występowała w pierwszym zespole Korony Handball, grającym w I lidze. W 2016 przeszła do MKS-u Lublin, w barwach którego zadebiutowała w sezonie 2016/2017 w Superlidze, a w 2018 zdobyła mistrzostwo Polski, Puchar Polski i Challenge Cup.
Występowała w reprezentacji Polski juniorek młodszych i juniorek. W 2014 uczestniczyła w otwartych mistrzostwach Europy U-18 w Szwecji. W kwietniu 2015 wraz z młodzieżową reprezentacją Polski wzięła udział w turnieju kwalifikacyjnym do mistrzostw Europy U-19 (zagrała w trzech meczach).